# 芦田川河口堰
芦田川河口堰（あしだがわかこうぜき）は、広島県福山市の芦田川河口部に治水と利水を目的に作られた、国土交通省中国地方整備局が管理する可動堰（河口堰）。
道路橋（河口大橋）として併用されており、河口湖は漕艇場として利用され、右岸側は福山市竹ヶ端運動公園として整備されている。

## 沿革
昭和30年代に入り高度経済成長の波に乗り、1961年（昭和36年）日本鋼管福山製鉄所（現・JFEスチール西日本製鉄所）の立地決定、1964年（昭和39年）通商産業省（現・経済産業省）による「備後工業整備特別地域」指定、1966年（昭和41年）製鉄所操業開始とともに関連企業進出、1968年（昭和43年）広島県による箕沖工業団地の造成など、福山市は重化学工業都市へと変わっていく。その中で大量の工業用水が必要となった。
そこで芦田川の利水について広域的・総合的に開発計画が検討され、三川ダム嵩上げ工事・八田原ダム建設が計画された。
ただ、もともと流量が少ない（流域雨量は全国平均の2/3、保水力のある山はおしなべて低い）ところへ、都市化で水需要は減らないため、下流域にも用水を確保する必要があった。そこで、洪水の疎通能力の増大や海水の遡上を阻止し塩害防除を図る治水効果と、工業用水170,000m3/日を確保する利水を目的に、河口1.3km地点に全長450mの可動堰の建設が計画された。
1969年（昭和44年）建設省において工事着工。
1973年（昭和48年）福山市が広島県からダム使用権設定予定者の地位を継承し、工業用水道施設の建設に着工。
1978年（昭和53年）河口堰を水源として芦田川河口堰工業用水道の一部給水を開始。
1981年（昭和56年）竣工。

## 現況
当初は治水も建設目的の一つであったが、現在は最下流部で川から田畑に水を引く農家はいなくなったため、塩害防除目的に利用されているとは言い難い。
また他の河口堰と同様に、生態系への影響は非常に大きいと言われている。特に芦田川は昭和40年代（1960年半ば）よりの汚濁化が進行し、2004年時点で中国地方の一級河川13水系の内「水質ワースト1位（連続31年間）」になるほど深刻な問題となっており、その原因の一つがこの河口堰による汽水の消滅と言われている。
地元漁業関係者や市民グループなどにより常時開放を願う嘆願書を福山河川国道事務所や市に提出しているが、
福山事務所は弾力的放流を行うにとどまっている。

## 漕艇場
1994年アジア競技大会を機に、竹ヶ端運動公園から小水呑橋までの間に国際A級漕艇コースが整備され、管理棟である水上スポーツセンター（愛称リヴァマリン）が併設されている。1996年のひろしま国体でも漕艇会場として利用された。
- 芦田川漕艇場
  - 規模 : 2,000m（国際A級公認コース）
  - レーン : 13.5m×6レーン
  - 水深 : 2.5m以上
  - 設備 : 水路用具一式、決勝判定搭、発艇施設、発艇台、操舵標識、線審台、ビデオ判定装置
- 水上スポーツセンター
  - 福山市が所有し、財団法人福山市体育振興事業団が管理運営
  - 着工 : 1992年、竣工 : 1993年
  - 敷地面積 : 3,960.96m2、建築面積 : 1,631.35m2、延床面積 : 1,973.30m2
  - 構造形式 : 管理棟 - 鉄骨造2階建、艇庫 - 鉄骨造平屋建（約70艇収容）
  - 諸室 : 事務室、応接室、医務室、研修室、トレーニングルーム、更衣室など